# Vražići (Republika Serbska)
Vražići (cyr. Вражићи) – wieś w Bośni i Hercegowinie, w Republice Serbskiej, w mieście Sarajewo Wschodnie, w gminie Sokolac. W 2013 roku liczyła 78 mieszkańców.